# Dobsonia pannietensis
Dobsonia pannietensis är en däggdjursart som först beskrevs av De Vis 1905.  Dobsonia pannietensis ingår i släktet Dobsonia och familjen flyghundar. IUCN kategoriserar arten globalt som nära hotad.
Inga underarter finns listade i Catalogue of Life. Wilson & Reeder (2005) skiljer mellan två underarter.
Denna flyghund förekommer på mindre öar öster om Nya Guinea. Arten vistas i olika habitat låglandet och i bergstrakter upp till 1800 meter över havet. Individerna vilar i grottor och i trädens håligheter. De bildar där flockar.